# Gazda (film)
Gazda (engleză: The Host) este un film SF american din 2013. Este o adaptare a romanului omonim scris de Stephenie Meyer. Este scris și regizat de Andrew Niccol, în rolurile principale jucând actorii Saoirse Ronan, Max Irons și Jake Abel. A fost lansat la 29 aprilie 2013 (și la 4 aprilie în Asia). Filmul a primit recenzii în general negative, având încasări modeste la box office.

## Prezentare
„Pe Pământ e pace. Nu mai este foamete. Nu mai există violență. Mediul s-a vindecat. Sinceritatea, amabilitatea și bunătatea, nu mai sunt străine nimănui. Lumea noastră n-a fost mai perfectă decât atât. Lumea nu mai este a noastră. Am fost invadați de către o rasă extraterestră... Au ocupat aproape toate trupurile oamenilor de pe planetă. Puțini au supraviețuit în momentul invadării noastre.”—Începutul filmului

## Distribuție
- Saoirse Ronan este Melanie Stryder/Wanderer (Rătăcitoarea)[5]
- Jake Abel este Ian O'Shea[6]
- Max Irons este Jared Howe[6]
- Chandler Canterbury este Jamie Stryder[7]
- Frances Fisher este Maggie Stryder.[8][9]
- Diane Kruger este The Seeker (Căutătoarea)[10]
- William Hurt este Jeb Stryder
- Boyd Holbrook este Kyle O'Shea[7]
- Scott Lawrence este Doc
- Lee Hardee este Aaron[11]
- Phil Austin este Charles
- Raeden Greer este Lily
- Alexandria Morrow este Soul
- Emily Browning este Pet/Wanderer